# Brady Dougan
Brady William Dougan (30 de agosto de 1959) es un banquero estadounidense. Desde 2007 ha sido el consejero delegado de Crédit Suisse. Antes, Dougan fue CEO de First Boston, un banco de inversión desaparecido en 2006 y CEO adjunto de Crédit Suisse América. El 10 de marzo de 2015 se anunció que Tidjane Thiam, el CEO de Prudencial, reemplazaría a Dougan como el próximo CEO de Crédit Suisse en junio de 2015.

## Biografía
Dougan obtuvo un BA en Economía en 1981 de la Universidad de Chicago y un MBA en Finanzas en 1982 de la Escuela de Negocios Booth de la Universidad de Chicago.

## Carrera
Después de empezar su carrera en el sector de los derivados, Dougan fue contratado por Allen Trigo para unirse a Crédit Suisse First Boston en 1990. En 1996 fue nombrado responsable de la división de Riesgo, donde estuvo cinco años antes de pasar como responsable a la división de Seguridad en 2001. De 2002 a julio de 2004,  fue Copresidente de Servicios Institucionales de Crédit Suisse First Boston. Desde septiembre de 2004 pilota la integración de la entidad de inversión en Crédit Suisse. De enero de 2006 a 2007 es CEO de Crédit Suisse América, entidad puente hasta la fusión final.
Entre julio de 2011 y junio de 2012,  donó $25.000 dólares a la Universidad de Vanderbilt.